# Xanthocarpia
Xanthocarpia is een geslacht van korstmossen behorend tot de familie Teloschistaceae. De typesoort is Xanthocarpia ochracea. Deze soort is echter later heringedeeld naar het geslacht Caloplaca als Caloplaca ochracea.

## Geslachten
Volgens Index Fungorum telt het geslacht 12 soorten (peildatum december 2023):
| Soortnaam                                       | Auteur(s)                                                                                           | Publicatiejaar |
| ----------------------------------------------- | --------------------------------------------------------------------------------------------------- | -------------- |
| Xanthocarpia aquensis                           | (Houmeau & Cl. Roux) Frödén, Arup & Søchting                                                        | 2013           |
| Xanthocarpia borysthenica                       | (Khodos. & S.Y. Kondr.) Frödén, Arup & Søchting                                                     | 2013           |
| Xanthocarpia crenulatella (Smalle citroenkorst) | (Nyl.) Frödén, Arup & Søchting                                                                      | 2013           |
| Xanthocarpia diffusa (Octopuscitroenkorst)      | (Vondrák & Llimona) Frödén, Arup & Søchting                                                         | 2013           |
| Xanthocarpia epigaea                            | (Søchting, Huneck & Etayo) Frödén, Arup & Søchting                                                  | 2013           |
| Xanthocarpia erichansenii                       | (S.Y. Kondr., A. Thell, Kärnefelt & Elix) Frödén, Arup & Søchting                                   | 2013           |
| Xanthocarpia feracissima                        | (H. Magn.) Frödén, Arup & Søchting                                                                  | 2013           |
| Xanthocarpia ferrarii                           | (Bagl.) Frödén, Arup & Søchting                                                                     | 2013           |
| Xanthocarpia interfulgens                       | (Nyl.) Frödén, Arup & Søchting                                                                      | 2013           |
| Xanthocarpia jerramungupensis                   | (S.Y. Kondr., Kärnefelt & Elix) S.Y. Kondr., Kärnefelt, A. Thell, Elix, Jung Kim, A.S. Kondr. & Hur | 2013           |
| Xanthocarpia marmorata (Kalkcitroenkorst)       | (Bagl.) Frödén, Arup & Søchting                                                                     | 2013           |
| Xanthocarpia tominii                            | (Savicz) Frödén, Arup & Søchting                                                                    | 2013           |